# علا محسنی
 علا محسنی (زادهٔ ۱۳۵۱ در تهران) فیلم‌سازِ مستندِ ایرانیِ ساکنِ کالیفرنیا است.

## آثار

### مستند
- زندگی
- کیاسلطان
- شهر من پیتزا
- کی می رسد باران؟
- همه دانا
- عیار تنها

وی مستندهای صنعتی و آموزشی نیز می‌سازد؛ از جمله مستندهای شرکت بین‌المللی توسعه ساختمان، کارخانه شیشه آذر، کارخانه صنعتی موتوژن، پژوهشگاه بین‌المللی زلزله‌شناسی و مهندسی زلزله، کارخانه صنعتی یخچال فریزر بوژان و...

### تئاتر
- بازی در نمایش‌های رمولوس کبیر، دنبالشو نگیر، مهمانسرای دو دنیا، رویاهای رام‌نشده، مجلس شبیه در ذکر مصایب استاد نوید ماکان و همسرش مهندس رخشید فرزین، بی شیر و شکر، بر فراز برجک‌ها، زائر، آبگوشت زهرماری، فاندو و لیز، حوالی کافه شوکا، آوازخوان تاس و ...

### تصویر
- فیلم سینمایی اشکان، انگشتر متبرک و چند داستان دیگر به کارگردانی شهرام مکری
- فیلم سینمایی آخرین ملکه زمین به کارگردانی محمدرضا عرب
- سریال راه بی‌پایان به کارگردانی همایون اسعدیان
- مسافر (مجموعه تلویزیونی) به کارگردانی سیروس مقدم
- سریال پیدا و پنهان به کارگردانی حمید لبخنده
- سریال تلویزیونی یوسف پیامبر به کارگردانی فرج‌الله سلحشور